# Jorge II de Abjasia
Jorge II (en georgiano: გიორგი II) fue rey de Abjasia entre 923 y 957. Su largo reinado largo está considerado como el cénit del florecimiento cultural y poder político de su reino. Miembro de la dinastía Achba, era hijo de Constantino II, a quien sucedió en 916. No obstante, le llevó algún tiempo asumir plenos poderes, ya que su medio hermano Bagrata también reclamaba el trono.

## Vida
Jorge continuó la política expansionista de su predecesor, buscando principalmente retener el control de Georgia central, concretamente del reino georgiano oriental de Kartli-Iberia. Para asegurar la lealtad de nobleza local, nombró a su hijo Constantino virrey (eristavi) de Kartli, pero éste organizó un golpe contra su padre tres años más tarde (920). Jorge entró en Kartli y puso el baluarte de Uplistsikhe (literalmente, la Fortaleza de Señor en Georgiano) bajo asedio; después, cegó y castró a Constantino por traición. Jorge instaló su otro hijo, Leon (el futuro Leon III), como duque de Kartli y procedió a hacer campaña contra la principalidad oriental georgiana de Kajetia cuyo gobernante (corobispo) Kvirike también pretendía partes de Kartli. Kvirike fue derrotado y encarcelado, y liberado solo después de haber jurado vasallaje. Para asegurar su supremacía sobre Kartli, Jorge se alió con los Bagrationi de Tao-Klarjeti, y dio a su hija, Gurandukht, en matrimonio a Gurgen Bagrationi. Pronto Kvirike regresaría a la ofensiva, incitando también una rebelión en Kartli. Jorge envió un gran ejército bajo su hijo, Leon, pero el rey murió a en el transcurso de la expedición, y Leon tuvo que hacer la paz con Kvirike, acabando su campaña de manera inconclusiva.

## Vida cultural
Jorge fue conocido también como promotor del cristianismo ortodoxo y patrón de la cultura georgiana cristiana. Ayudó a establecer el cristianismo como religión oficial en Alania, ganando la aprobación de Constantinopla. Los anales contemporáneos georgianos le conocieron como "constructor de iglesias". Entre otras, construyó una catedral en Chkondidi (más tarde conocido como monasterio Martvili) en Samegrelo (Mingrelia).

## Familia

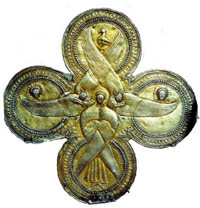
La cruz de George II de Abjasia, X siglo

Jorge se casó con una tal Helena:

### Descendencia
- Constantino, virrey de Kartli de 923 a 926, cegado y castrado por su padre después de su rebelión;
- Leon III, virrey de Kartli de 926 a 957; Rey del Abjasia de 960 hasta 969.
- Demetrio III. Rey del Abjasia de 969 hasta 976.
- Teodoso III. Rey del Abjasia de 975 hasta 978.
- Bagrat, educado en Constantinople;
- Hija anónima, que se casó con un príncipe de Kajetia;
- Gurandukht, mujer del príncipe Bagratida Gurgen de Iberia;
- Hija anónima, que se casó con Abas I de Armenia.